# Коровин, Иван Петрович

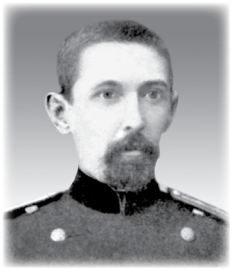

Ива́н Петро́вич Коро́вин (6 [18] января 1865, Житниковское, Пермская губерния — 23 июля 1927, Днепропетровск) — русский, советский учёный-патологоанатом, доктор медицинских наук, профессор.
Создатель и заведующий кафедрами фармакологии (1917), патологической анатомии и гистологии (1917—1919, 1920—1923) Пермского университета, заведующий кафедрой патологической анатомии Томского университета (1919—1920).

## Биография
Иван Коровин родился в семье священника 6 (18) января 1865 года в селе Житниковском Каргапольской волости Шадринского уезда Пермской губернии, ныне село входит в Каргапольский муниципальный округ Курганской области. Его отец, Петр Матвеевич (род. 1834), был сыном дьячка и служил в местной Михаило-Архангельской церкви. Мать — Александра Павловна. В семье была ещё дочь Мария (род. 1884).
Окончил Далматовское духовное училище (1879) и Пермскую духовную семинарию (1886).
Работал учителем Камышловского городского приходского училища Пермской губернии (1886—1888).
В 1888 году поступил на медицинский факультет только что открывшегося Томского университета. Его учителем и научным руководителем стал профессор М. Н. Попов.
В 1893 году окончил с отличием медицинский факультет Томского университета, получив степень лекаря.
Принял активное участие в ликвидации эпидемии холеры в Томской губернии (1892).
С 1 (13) января 1894 года — помощник прозектора при кафедре судебной медицины, с 21 августа (2 сентября)  1894 года работал в должности прозектора при кафедре патологической анатомии Императорской Военно-медицинской академии, кроме того в 1895—1896 исполнял обязанности прозектора при Санкт-Петербургской психиатрической больнице святого Николая Чудотворца.
В 1894/95 учебном году сдал экзамены на ученую степень доктора медицины. В 1897 году защитил диссертацию «Патологическая анатомия уремии» на соискание ученой степени доктора медицинских наук (оппонентами на защите выступили профессора Константин Николаевич Виноградов, Фёдор Игнатьевич Пастернацкий и приват-доцент А. И. Моисеев) и был утвержден в должности прозектора при кафедре патологической анатомии Военно-медицинской академии.
В 1917 году был командирован в Пермский университет, где стал первым заведующим только что созданной при медицинском факультете кафедры фармации и фармакогнозии. Вскоре заведование кафедрой он передал магистру фармации Николаю Ивановичу Кромеру.
Кроме того, в Пермском университете он основал кафедру патологической анатомии и гистологии. Одновременно состоял профессором по кафедре судебной медицины. И. П. Коровин организовал при ПГУ патолого-анатомический институт и положил начало библиотеке института.
В июле 1919 года вместе с частью профессорско-преподавательского состава был эвакуирован в Томск, где преподавал и временно заведовал кафедрой патологической анатомии Томского университета. Реэвакуирован в Пермь весной-летом 1920 г.
В 1923 году — заведующий кафедрой судебной медицины медицинского факульта Пермского университета.
С 1924 года — профессор по кафедре патологической анатомии Днепропетровского мединститута.
Иван Петрович Коровин умер от туберкулеза 23 июля 1927 года в городе Днепропетровске Днепропетровского округа Украинской ССР, ныне город Днепр — административный центр Днепропетровской области Украины.

## Научная деятельность
Ещё студентом проявил выдающиеся способности к научной работе, занимаясь на кафедре судебной медицины. Студенческая работа И. П. Коровина «К учению об актиномикозе» была представлена на заседании Общества естествоиспытателей и врачей при Томском университете и получила высокую оценку.
Сочинение студента 5-го курса И. П. Коровина на тему «О происхождении внезапной смерти от причин, лежащих в сердце» было удостоено золотой медали и опубликовано в «Известиях Томского университета» (1894).
Работая в Санкт-Петербурге, И. П. Коровин имел свою клинико-бактериологическую и патолого-анатомическую лабораторию, одну из лучших в столице (на ул. Жуковского). Поехав в Пермь, он привез с собой эту лабораторию (оборудование для неё и часть персонала), что стало материальной базой для кафедры патологической анатомии университета, которую он возглавил.

### Научные работы
Под его редакцией был издан перевод с немецкого языка книги Лангерганса «Основы патологической анатомии» (СПб., 1898).
- К учению об актимикозе у человека // Известия Императорского Томского университета. 1892. Кн. 5.
- О происхождении внезапной смерти от причин, лежащих в сердце // Известия Императорского Томского университета. 1895. Кн. 8.
- Патологическая анатомия уремии: Дис. … д-ра медицины. СПб., 1897.
- Краткий исторический очерк кафедры патологической анатомии при Императорской медицинской (бывшей Медико-хирургической) академии. СПб., 1898.